# Бели риби
Белите риби (Sander) са род актиноптери от семейство Костурови (Percidae).
Таксонът е описан за пръв път от Лоренц Окен през 1817 година.

## Видове
- Sander canadensis – Канадска бяла риба
- Sander lucioperca – Бяла риба
- Sander marinus
- Sander vitreus
- Sander volgensis – Малка бяла риба